# José Rodrigues de Souza
Dom José Rodrigues de Souza, CSsR (Paraíba do Sul, 25 de março de 1926 — Goiânia, 9 de setembro de 2012) foi um missionário redentorista e bispo católico brasileiro. Foi o segundo bispo da Diocese de Juazeiro.

## Presbiterato
Ingressou no seminário Santo Afonso em Aparecida aos 12 anos de idade e foi ordenado presbítero em Tietê no dia 27 de dezembro de 1950 por Dom José Carlos de Aguirre.

## Episcopado
Nomeado bispo de Juazeiro pelo papa Paulo VI, recebeu a ordenação episcopal em fevereiro de 1975 na cidade de Goiânia. Sua atuação na diocese foi marcada pela defesa dos mais pobres e era conhecido como o "bispo dos excluídos". Exerceu um papel importante na defesa da população atingida pela construção da barragem de Sobradinho, que desabrigou cerca de 72 mil famílias dos municípios de Casa Nova, Pilão Arcado, Remanso, Sento Sé e Sobradinho. Teve ainda participação ativa na criação das pastorais sociais e do Instituto Regional da Pequena Agropecuária Apropriada.
Ao completar 75 anos de idade, encaminhou à Santa Sé seu pedido de renúncia, que foi aceito em junho de 2003. Passou a residir na comunidade redentorista de Trindade, onde se dedicava ao santuário do Divino Pai Eterno. Faleceu em Goiânia aos 86 anos de idade.